# Bålsjön (Kila socken, Södermanland)
Bålsjön är en sjö i Nyköpings kommun i Södermanland och ingår i Kilaåns huvudavrinningsområde. Sjön har en area på 1,31 kvadratkilometer och ligger 50,1 meter över havet. Sjön avvattnas av vattendraget Bålsjöån. Vid provfiske har en stor mängd fiskarter fångats, bland annat abborre, björkna, braxen och gers.

## Delavrinningsområde
Bålsjön ingår i det delavrinningsområde (651031-154682) som SMHI kallar för Utloppet av Bålsjön. Medelhöjden är 67 meter över havet och ytan är 12,83 kvadratkilometer. Det finns inga avrinningsområden uppströms utan avrinningsområdet är högsta punkten. Bålsjöån som avvattnar avrinningsområdet har biflödesordning 3, vilket innebär att vattnet flödar genom totalt 3 vattendrag innan det når havet efter 40 kilometer. Avrinningsområdet består mestadels av skog (55 procent) och jordbruk (20 procent). Avrinningsområdet har 1,31 kvadratkilometer vattenytor vilket ger det en sjöprocent på 10,2 procent.

## Fisk
Vid provfiske har följande fisk fångats i sjön:
- Abborre
- Björkna
- Braxen
- Gärs
- Gädda
- Löja
- Mört
- Ruda
- Sarv
- Sutare